# Templo de Esculápio (Villa Borghese)

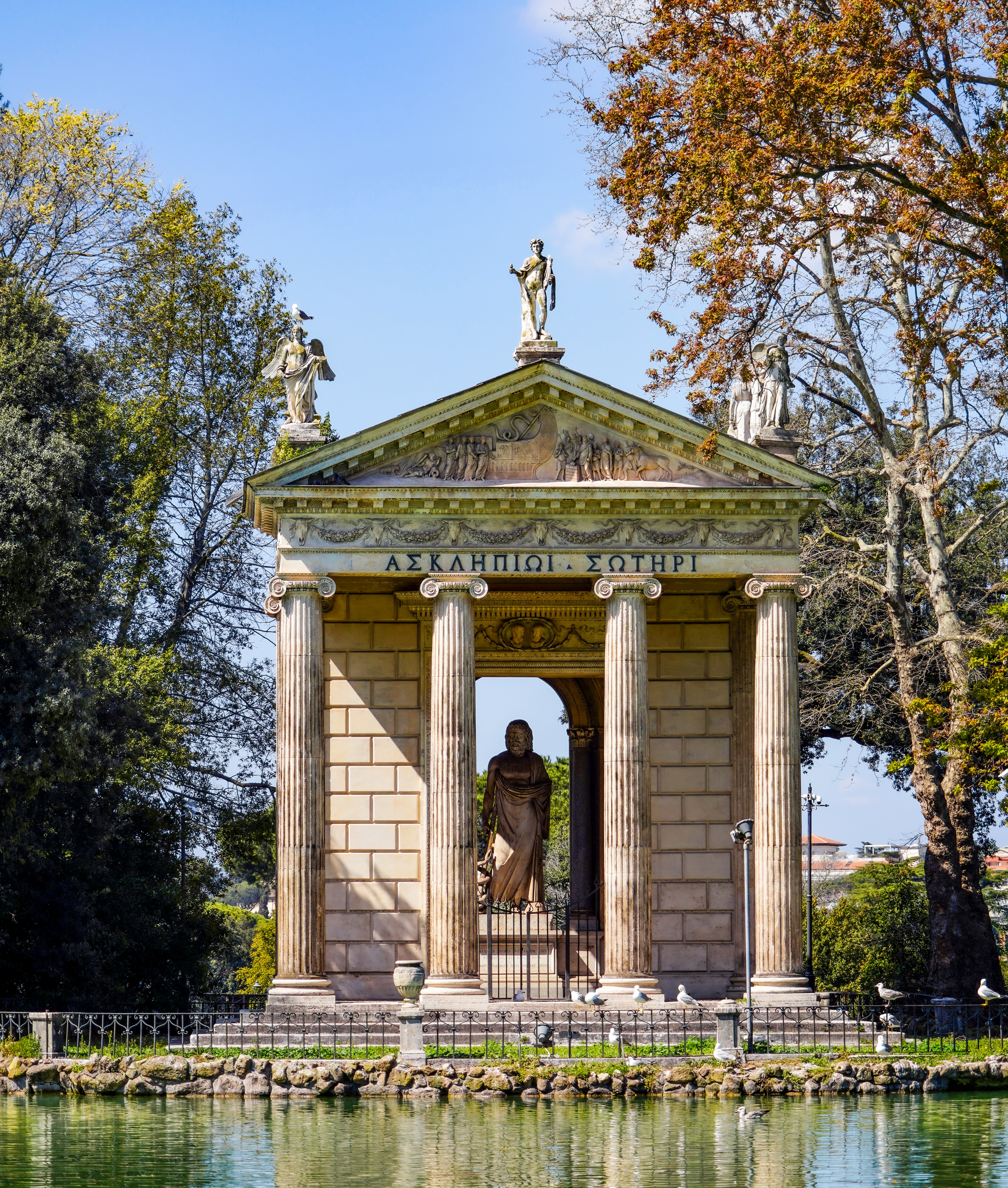
Templo de Esculápio

O Templo de Esculápio, ocalizado nos jardins da Villa Borghese, em Roma, foi construído em estilo jónico entre 1785 e 1792  por Antonio Asprucci e pelo seu filho Mario Asprucci, com a ajuda de Cristoforo Unterperger .  O templo talvez tenha sido construído em memória do antigo templo destruído ao deus da Medicina na Ilha Tiberina .
O templo abriga uma estátua de Esculápio, que se acredita ser originalmente do Mausoléu de Augusto . Negligenciado ao longo dos séculos, foi restaurado por Vincenzo Pacetti e vendido a Marcantonio Borghese IV em 1785.